# Jonathan en Charlotte
Jonathan Antoine (Essex, 13 januari 1995) en Charlotte Jaconelli (Essex, 24 augustus 1995), gezamenlijk bekend als Jonathan en Charlotte, zijn een Brits operaduo.
Zij eindigden op de tweede plaats in het zesde seizoen van Britain's Got Talent, gehouden in 2012. In de finale op 12 mei werden zij verslagen door de dansende hond-act Ashleigh and Pudsey, maar bleven de vaak als winnaar getipte Only Boys Aloud voor. Jonathan en Charlotte waren ten tijde van de show respectievelijk 17 en 16 jaar oud.
Jonathan en Charlotte hebben een contract getekend met muzieklabel Syco Music van Britain's Got Talent-jurylid Simon Cowell.

## Discografie

### Albums
| Album met hitnotering(en) in de Vlaamse Ultratop 200 albums | Datum van verschijnen | Datum van binnenkomst | Hoogste positie | Aantal weken | Opmerkingen |
| ----------------------------------------------------------- | --------------------- | --------------------- | --------------- | ------------ | ----------- |
| Together                                                    | 2013                  | 09-03-2013            | 156             | 1*           |             |